# Eckart Kahlhofer
Eckart „Ecky“ Kahlhofer (* 24. April 1936 in Berlin) ist ein deutscher Liedermacher und Buchautor.

## Leben
Kahlhofer begann noch während seiner Schulzeit als Banjospieler in der Düsseldorfer Altstadt. Dort und später auch bei den Düsseldorfer Feetwarmers, jazzte Kahlhofer unter anderem mit Klaus Doldinger, dem damaligen Bandleader. Bevor sich Kahlhofer einen Namen als Solist machte, musizierte er zehn Jahre lang mit wechselndem Wohnsitz zwischen Paris und Zürich, Wien und Sylt, bis er 1968 Mitglied der Hamburger Folk-Rock-Band Die City Preachers wurde und unter anderem mit Inga Rumpf und Udo Lindenberg tourte. 1968 erschien auch sein Debüt-Album Ziemlich merkwürdige Lieder. 1971 nahm er mit den City Preachers das Album Come Back – Back to the City auf.
Kahlhofers Lieder sind durch hintergründigen Humor geprägt. Bekannt wurde er auch durch panflötenartig gepfiffene Stücke. Kahlhofer arbeitete auch für den Kinderfunk des Norddeutschen Rundfunks. Die meisten seiner Kinderlieder nahm er live für die Sesamstraße auf.
Im Oktober 1970 spielte Kahlhofer für seinen Freund Bernd Cordua, genannt Onkel Pö, zur Eröffnung von dessen Hamburger Szenelokal Onkel Pös Carnegie Hall. Dabei kreierte er den Namen Karnickelhalle, der das Lokal überlebte.
1971 spielte Kahlhofer in der Deutschstunde von Siegfried Lenz, unter Peter Beauvais, eine seiner wenigen Filmrollen. 1972 pfiff Kahlhofer in Cartoon bei Loriot. 1973, mit seinem Album Abjestrappst, die kaputtenen Lieder des Eckart Kahlhofer, eroberte Kahlhofer die Szene. 1974 folgte ein weiteres Live-Album: Poet des sinnvollen Unsinns. Im November 1985 spielte Kahlhofer im Hamburger Hansa Theater. 1986 startete er noch einmal einen Comeback-Versuch mit einem neuen Programm und dem dazu erschienenen Doppel-Album Am dritten Herbst um viertel Uhr, das zum Flop geriet. In den 1980er Jahren nahm Kahlhofer mit der US-amerikanischen Sängerin Gail Osowski und dem Leadgitarristen Prinzo Weiss die LP Abigail & Company auf, von der vor allem der Song North Dakota in US-Radiostationen gespielt wurde.
Kahlhofer war mit Kaida († 2024) verheiratet, lebt in Hamburg und arbeitet seit 1988 als Buchautor. Mit Der Weg nach Atlantis schrieb er auf Deutsch und Englisch ein Buch, das die vormalige Existenz von Atlantis im Nordwesten Europas beweisen soll.

## Diskografie
- 1968: Ziemlich merkwürdige Lieder, Deutsche Austrophon
- 1973: Abjestrappst – Die kaputtenen Lieder des Eckart Kahlhofer aus dem Zyklus Lieder fremder Völker, CBS
- 1974: Wenn die Affen träumen, CBS
- 1975: Meine Freundin am Nachmittag, CBS
- 1976: Lieder mit und ohne Pfiff, Flop Music
- 1983: Abigail & Company (New Folk Swing), Flop Music
- 1986: Am dritten Herbst um viertel Uhr, Flop Music